# Olsa (Metnitz)
Die Olsa, auch: Olsabach, ist ein linker Nebenfluss der Metnitz. Sie geht in Neumarkt in der Steiermark aus dem Zusammenfluss von Perchauerbach und Hoferdorferbach hervor.
Südlich von Neumarkt durchfließt sie die Klamm, einen schluchtartigen Taleinschnitt und danach weiter durch ein meist enges Tal. Kurz vor Wildbad Einöd nimmt sie rechts den Pöllauer Bach auf. Vor Dürnstein befindet sich ein Kleinwasserkraftwerk mit 400 m langer Ausleitung. Unter der markanten Ruine Dürnstein öffnet sich das enge Tal ins Friesacher Feld. Auf dem Friesacher Feld tritt sie nach Kärnten ein, um nach weiteren fünf Kilometern in die Metnitz zu münden.
Der Name Olsa ist slawisch und wird als Erlenbach gedeutet, zu alpenslawisch olьša (im modernen Slowenisch: jelša).